# 白石脂鯉
白石脂鯉，為輻鰭魚綱脂鯉目脂鯉亞目脂鯉科的其中一個種。分布於南美洲厄瓜多安地斯山脈的淡水流域，體長可達32.6公分，棲息在底中層水域，生活習性不明，可作為觀賞魚。

## 扩展阅读
維基物種上的相關：白石脂鯉